# 후쿠도메 시게루
후쿠도메 시게루(일본어: 福留 繁, 1891년 2월 1일~1971년 2월 6일)는 일본 제국 해군의 군인이다. 해군병학교 40기로 졸업하고, 최종 계급은 해군 중장이며, 제2차 세계 대전이 끝난 후 전범 재판을 받고 BC급 전범이 되었다.

## 생애

### 생애 초기
1891년 2월 1일 돗토리현 사이하쿠군에 있는 현재의 다이센정의 농가에서 태어났다. 1905년 4월 돗토리현립 요나고 중학교(현 돗토리 현립 요나고 동고등학교)에 입학을 했다. 입학 초기에는 가난하여 16km의 길을 걸어 다니고 있었다. 해군을 지향한 것은 어딘지 모르게 바다에 동경을 가지고 있던 것과 ‘가난한 중학생이 진학할 수 있는 길은 학자금이 필요 없는 군인 학교’라는 것이었다. 1909년 9월 11일 해군병학교(사관학교)에 40기생으로 입학하였다. 1912년 7월 144명 중 8번 성적으로 졸업하여, 소위 후보생이 되었다.
1924년 12월 1일 소령으로 해군대학교 갑종 24기로 입교했다. 그리고 2년 뒤인 1926년 11월 25일 수석으로 졸업했다. 1929년 중령으로 승진하여 이듬해 1930년 12월 1일 인사국원이 되었다. 1932년 12월 유럽 각국에 유학을 갔다. 1933년 11월 15일 해군 대령으로 연합함대 수석 참모 겸 제1함대 참모가 되었다. 1934년 11월 15일 군령부 제2과장에서, 이듬해 1935년 10월 30일에는 군령부 제1과장이 되었다.

### 중일 전쟁
1937년 7월 중일 전쟁 발발했다. 1938년 4월 25일 중국 방면 함대 참모부장이 되었다가, 같은 해 1938년 12월 15일 전함 나가토의 함장이 되었다.
1939년 11월 15일 해군 소장으로 진급하여, 연합함대 참모장 겸 제1함대 참모장이 되었다. 연합함대 사령장관 야마모토 이소로쿠 대장이 합동 훈련시 “저것(비행기)로 하와이를 칠 수 있을까?”라고 중얼거렸는데 옆에 있던 후쿠도메 참모장은 “그보다는 함대 전부를 내보내 결전하는 것이 좋다고 생각합니다”라고 대답했다.

## 태평양 전쟁

### 군령부 제1부장
1941년 4월 10일, 군령부 제1부장이 되었다.

### 연합함대 참모장
1943년 5월 23일, 연합함대 참모장이 되었다.

### 해군을사건
1944년 3월 31일 ‘해군을사건’이 발생했다. 연합함대는 내 남양의 거점으로 팔라우를 이용했으나, 3월에 연합군의 대공습을 받아 후쿠도메 등의 사령부 요원은 3월 31일, 민다나오섬 다바오에 비행정(이식대정)을 타고 이동을 시도했지만 도중에서 저기압을 만나, 연합함대 사령장관 고가 미네이치 해군대장을 태운 항공기가 실종됐으며 후쿠도메가 탄 두 번째 항공기는 세부섬 앞바다에 불시착했다. 탑승했던 9명은 헤엄져 나와 상륙했지만, 필리핀 게릴라의 포로가 되었고, 1944년 3월 8일에 작성된 직후의 신Z호작전 계획서, 사령부용 신호책, 암호문 같은 수많은 가장 중요한 군사 기밀을 빼앗겼다. 게릴라에 대한 경계심을 품지 않았던 후쿠도메 등은 구속 시에 저항과 자결, 기밀 서류의 파기도 하지 않았다. 가방을 강에 던졌지만 곧 회수당했던 것이다.
일본은 게릴라와 협상을 통해 후쿠도메를 석방시키고, 귀환한 후쿠도메는 해군차관 사와모토 요리오(沢本頼雄) 중장 등으로부터 심문을 받게 되었지만, 본인은 철저하게 기밀서류 분실 혐의를 부인했다. 또한 당시의 일본에서는 적의 포로가 되는 것을 더할 나위없는 수치로 생각하고 있었으며, 후쿠도메 중장이 게릴라에 포박된 것을 적의 포로가 되었다고 보느냐가 문제가 되었지만, 전시에 포로가 되지 않았다는 관점에서 불문에 부쳤다. 전후에도 후쿠도메는 연합군 최고사령부에서 전사 편찬 작업을 하고 있던 오오이 아츠시에게 가서 “너나 치하야 마사타카가 기밀서류를 도둑맞은 거야”라고 말했고, 난처해 했다. “이런 사실은 전혀 없는 거야”라고 말했지만, 오오이 아츠시는 “도난당한 것은 사실입니다. 돌아가주세요.”라고 말하고 쫓아 보냈다고 한다.
1944년 4월 6일 출사했다.

### 제2항공함대 장관
1944년 6월 15일 제2항공함대 사령장관이 되었다.
마리아나 해전 패배 후, 1944년 6월 19일, 341 항공사령관 오카무라 모토하루(岡村基春) 대령은 후쿠도메와 참모장 스기모토 우시에이(杉本丑衛) 대령에게 “전세가 오늘 날에 이르러서는 전국을 타개하는 방안은 항공전 이외에 없다고 믿는다. 항공전 지원자는 군사학교 출신들도, 학도 출신도 비행예과 연습생 출신들도 얼마든지 있다. 대장은 내가 한다. 300기만 있으면, 반드시 전세를 전환시켜 보이겠다”고 의견을 진언했다. 며칠 후, 후쿠도메는 상경하여 오카무라의 상신을 군령부 차장 이토 세이이치 중장에게 전달하고, 중앙에서 연구를 진언했다. 이토 총장에게 본건 보고와 중앙에서 연구를 약속했지만 아직 항공전 공격을 명할 시기가 아니라는 생각을 했다.
1944년 7월 23일 도상 훈련에서 제2항공함대는 주간 공격, 황혼 공격, 야간 공격(T공격부대)의 세 가지 공격 부서로 나눠 각종 조합에 의해 제1에서 제4까지 정해진 상황에 따라, 그 어느 것 하나를 적용하는 전법을 보여 주었다. 이것은 나중에 제6기지항공부대가 규정한 전투 방법으로 발전한 것이다. 이 제2항공함대가 보여준 작전수행 과정은 적을 수색하는 결과 이외에도, 작전지도, 전과보고, 손해 등 포르모사 공중전과 유사한 내용이었다. 또한 차기 결전의 의지를 자부하는 제2항공함대 사령부는 비록 적이 공격해 오는 쪽이 제3항공함대가 담당할 필요가 있는 영역이었음에도 제2항공함대가 전체 기지 항공 부대를 통합 지휘해야 하며, 제3항공함대가 지원하는 체제로 한다는 생각을 했다.
1944년 9월 T공격부대의 종합 교육훈련이 이루어진다. 후쿠도메는 T 공격의 성립에 의문을 제기하고 있었으며, T공격부대는 결전의 일격에 야간 공격과 같은 악천후에 탄다는 것은 최후의 카드로 결행해야 한다는 의사를 표현한다. 연합함대 사령장관 도요다 소에무 대장은 부대 운용에 대해서는 제2항공함대 사령장관 후쿠도메에게 일임하고, 불가능할 때는 무리를 하지 말라고 말했다.
후쿠도메는 1944년 10월 10일 오키나와 대공습을 받고, T 부대에 야간 공격을 명령했지만 단념하였다. 11일 이른 아침에 수색을 하였고, 정오에 기동부대를 발견하고 18시 30분 12일 전략 요령을 발령했다. 이 명령이 떨어진 12일부터 대만 앞바다에서 항공전이 발생하였고, 제2항공함대는 큰 전과를 보고했지만, 후에 전과가 잘못되었음을 발각당한다.

## 전후
도쿄 재판에서 전범으로 지정되어 영국군 전범으로 징역 3년을 살고, 1950년에 귀환했다. 노무라 기치사부로 전 제독을 중심으로 한 전 해군 고급장교 그룹의 일원으로서 ‘해군의 전통’을 유지하고 재무장을 목표로 활동을 실시했다. 이후 수교회(水交会) 이사장으로도 근무했다. 요시다 토시오는 후쿠도메의 저서인 「해군의 반성」에서의 전술 지휘에 대한 반성을 언급, “내용은 진지하게 반성하고 있는 것처럼 생각되지만, 글의 뒷면에는 자기변호 같은 대목도 있었다”고 지적하고 있다.
1971년에 사망했다. 묘지는 다마 공동묘지 6구 1종 6쪽에 있다.

## 저서
- 『海軍の反省』 日本出版協同, 1951년